# Чернихов, Яков Георгиевич
Я́ков Гео́ргиевич Че́рнихов (отчество также Григо́рьевич и Аки́вович, при рождении Яков Рова-Акивович Чернихов; 4 [16] декабря 1889, Павлоград — 9 мая 1951, Москва) — советский архитектор, художник, график, живописец, теоретик архитектуры.

## Биография
Родился 4 (16) декабря 1889 года в Павлограде Екатеринославской губернии в еврейской семье, в которой было одиннадцать детей (пять девочек и шесть мальчиков, родившихся в Павлограде между 1881 и 1901 годами), в том числе сёстры Ревекка (в замужестве Уманская, 25 ноября 1884), Хая-Гинда (10 марта 1887 — 31 декабря 1888), Зина (20 июля 1888), Сара (6 августа 1901), братья Хаим-Рувим (1881), Моисей-Фалик (1883), Иуда-Гирш (6 марта 1891), Соломон (1 декабря 1895). Семья Черниховых проживала на улице Харьковской в доме Зубовой, — этот дом Яков изобразил потом в студенческих этюдах. Отец, павлоградский мещанин Рова-Акива Моисей-Фаликович Чернихов (1853 — 1 сентября 1914, Павлоград), ранее владел ресторанами на кораблях Добровольного флота; впоследствии разорившись, перевёз семью в Одессу, но потерпев и тут ряд неудач, через несколько лет вернулся в Павлоград и устроился на казённом водочном заводе приёмщиком посуды. Мать Якова, Розель Исааковна Чернихова (в девичестве Баськина, 1858 — 5 июля 1912, Павлоград), тоже происходившая из мещан Павлограда, занималась домашним хозяйством и воспитанием детей. Получив среднее образование, она особенно увлекалась чтением книг, и эту любовь привила всем детям, лично руководя их занятиями. В 1896 году, в возрасте семи лет, Яков был отдан в 6-классное городское Александровское училище, которое окончил в 1902 году. Два года был учеником фотографа.
В 1906 году покинул семью и до 1914 года жил в Одессе. Учился, вопреки желаниям родителей, в Одесском художественном училище (в те годы — филиал Императорской Академии художеств), зарабатывая себе на жизнь тяжёлым физическим трудом — работал грузчиком в одесском порту. В Одессе началось увлечение Якова Георгиевича и графикой: он много рисовал, работал над выработкой индивидуального графического языка.
В 1912 году с отличием окончил училище, получив право в качестве стипендиата продолжать обучение в Санкт-Петербурге. Сначала учился на живописном факультете Академии художеств. Одновременно преподавал в реальном училище, городских и коммерческих школах, посещал Высшие педагогические курсы. В 1915—1916 годах давал уроки рисования детям великого князя. В 1916 году перешёл на архитектурный факультет, где занимался под руководством Л. Н. Бенуа. В том же году участвовал в деятельности Союза преподавателей графических искусств.

След Л. Н. Бенуа в жизни Чернихова оказался столь велик, что вряд ли можно было бы назвать кого-либо другого из обширного круга его знакомых, в том числе выдающихся личностей и замечательных педагогов, о ком бы он отзывался с большим уважением и благодарностью, чем о Бенуа.

В Октябрьской революции он увидел необходимое радикальное средство переустройства общества ради установления социальной справедливости. Некоторое время служил в Красной армии. Затем вернулся в Петербург, чтобы окончить Академию. Одновременно он работал как художник-оформитель революционных праздников, вёл активную педагогическую деятельность.
Окончив в 1925 году Вхутеин, занимался проектированием (главным образом промышленных зданий и комплексов). В 1927 году организовал в Ленинграде «Научно-исследовательскую экспериментальную лабораторию архитектурных форм и методов графирования». Лаборатория стала фактически персональной мастерской Якова Чернихова, где он совместно со своими учениками и коллегами занимался проектной и экспериментальной работой.
Чернихов всегда и везде пропагандировал язык графики. Считал, что владение графическими приёмами, начертательной геометрией, рисунком — это обязательные навыки, наряду с грамотностью. Помимо плодотворной работы в мастерской, архитектор также вёл преподавательскую работу на Рабфаках и архитектурных и строительных факультетах ряда вузов. Разработал ряд методологических курсов, позволявших быстро и эффективно обучать студентов навыками графического мастерства. В период с 1914 по 1928 год, при разработке курса геометрического черчения, курса кривых, курса проекционного рисования и черчения, а также методов изображения, он выполнил около 4500 различных графических построений. Не всё признавалось его современниками. Но постоянно выходили в свет его монографии и учебные пособия, в том числе «Искусство начертания» (1927) и «Геометрическое черчение» (1928). На рубеже 1920—1930-х годов в Ленинграде были изданы его книги архитектурных фантазий, принёсшие ему всемирную известность: «Основы современной архитектуры» (1929—1930), «Конструкции архитектурных и машинных форм» (1931), «Архитектурные фантазии. 101 композиция» (1933).
Преподавал в Ленинградском институте инженеров путей сообщения (с 1933 года — ЛИИЖТ, ныне ПГУПС) на кафедре архитектуры (1928—1945), в Промышленной академии НКТП — курс фабрично-заводского строительства (1930—1932), Транспортной академии НКПС имени И. В. Сталина (1930—1932), в Институте инженеров водного транспорта (1929—1931) и других крупных учебных заведениях. В 1932 году ему было присвоено звание профессора.
Его графические работы, исполненные романтики, экспрессии и пафоса технического века были представлены широкой публике на выставке «2222 архитектурные фантазии», которая открылась в Ленинграде в 1933 году. Графика Чернихова, особенно его работы 1920—1930-х годов, повлияли на развитие современной архитектуры в XX веке. Многие знаменитые современные архитекторы открыто называли его своим вдохновителем и заочным учителем. Графика Чернихова 1920—1930-х годов — советская параллель европейскому экспрессионизму. Наряду с такими мастерами, как Клод-Никола Леду, Джованни Баттиста Пиранези, Антонио Сант-Элиа, считается крупнейшим представителем жанра архитектурной фантазии.
В 1930—1940-е годы выполнил несколько циклов графических работ, среди которых «Дворцы коммунизма», «Архитектура будущего», «Архитектурные ансамбли» и другие. В середине 1930-х годов, после разгрома конструктивизма и провозглашения нового подхода в архитектуре в сталинском СССР, Яков Чернихов подвергся жёсткой критике. Ему пришлось даже отрекаться и осуждать собственную деятельность начала 30-х годов.
Последние годы жизни жил и работал в Москве; преподавал в МАРХИ (1936—1938), Московском инженерно-экономическом институте (с 1938). С конца 1930-х годов в поле его деятельности были две темы: ветряные мельницы и шрифты. В одном из писем к своему товарищу он писал:

…я увлёкся модульным построением классического шрифта. Я сначала хотел ограничиться только созданием труда на тему «Архитектурные шрифты», но неожиданно развернул работу на более широкую тему, когда обнаружил необычайные материалы в работах классиков архитектуры и живописи: Леонардо да Винчи, Пиранези, Альберти, Серлио, Дюрера, Пачиоли, Тори, Жожона и мн. др. У нас на русском языке таких исследований нет, но зато у нас есть изумительное богатство, оставленное нам в русских письмах. Я разыскал материалы гражданского письма ещё до петровской реформы. Шрифт, утверждённый Петром, является одним из ценнейших русских творений.
Скончался в Москве 9 мая 1951 года. Похоронен на Введенском кладбище (3 участок).
В 2006 году было обнаружено, что значительная часть коллекции рисунков Якова Чернихова похищена из РГАЛИ и заменена грубыми подделками.

## Семья
Первая жена — Лана Меер-Иосифовна (Елена Осиповна) Чернихова (22 апреля 1890 — 13 сентября 1930, Ленинград). Дочь Рива (7 ноября 1917, Павлоград), впоследствии Вера Яковлевна Чернихова. Внук — архитектор Андрей Александрович Чернихов (род. 1948), президент международного благотворительного архитектурного фонда имени Якова Чернихова (ICIF).
Дочь от второго брака — Елена Яковлевна Чернихова, соавтор учебников по географии для средней школы (вместе с мужем, Э. Л. Файбусовичем), а также трудов по природоведению.
Третья жена — Софья Дмитриевна Чернихова. Сын — Дмитрий Яковлевич Чернихов, инженер, автор научных трудов по теории управления; соавтор книги «Graphic Masterpieces of Yakov Georgievich Chernikhov» (в 3-х книгах, Berlin: Dom Publishers, 2009), базирующейся на сохранившейся у него части архива архитектора. Сын Алексей Яковлевич Чернихов (1939—?), инженер и библиофил, секретарь секции книжной графики и экслибриса при Центральном правлении Всесоюзного общества любителей книги, вместе с братом автор альбома «Яков Чернихов: Документы и репринты из архива Алексея и Дмитрия Черниховых» (Turin—London: Allemandi, 2000).

## Проекты и постройки
В различных городах СССР по проектам Чернихова было построено около 170 сооружений, в их числе:
- 1931 — Канатный цех с водонапорной башней завода «Красный Гвоздильщик», Ленинград; реализован.
- 1933 — Проект Дома отдыха для рабочих «Северолес»; совместно с архитектором С. Е. Бровцевым и инженером А. П. Арешевым.
- 1933 — Проект здания научно-исследовательского института «Механобр»; совместно с архитекторами С. Е. Бровцевым и С. В. Малиновским.

## Графические циклы
Графические циклы (помимо изданных в виде книг)
- «Архитектура дворцов» (1934—1941),
- «Дворцы коммунизма»,
- «Архитектура будущего»,
- «Архитектурные ансамбли»,
- «Пантеоны Великой Отечественной войны» (1942—1948).
- «Военная маскировка» (1942—1945).